# Kano (zespół muzyczny)
Kano – włoski zespół nurtu italo disco, funkcjonujący w latach 1979–1984 i 2020–2021.

## Historia
Kano był jednym z pionierów stylu italo disco. Projekt został utworzony w 1979 roku przez włoskich muzyków i producentów: Luciano Ninzattiego, Stefano Pulgę i Matteo Bonsanto, z którymi współpracowali także muzycy sesyjni. W 1980 roku ukazał się pierwszy album grupy, zatytułowany Kano. Spotkał się on z umiarkowanym sukcesem komercyjnym; pochodzący z niego utwór „I’m Ready” zajął 21. miejsce na liście Billboard R&B, a piosenka „Can’t Hold Back” na tej samej liście znalazła się na 35. pozycji. Po ukazaniu się pierwszego albumu nawiązano współpracę z Glenem White’em, soulowym wokalistą, który udzielał się w niektórych piosenkach. W 1981 roku ukazał się drugi album grupy pt. New York Cake, który dostał się do notowania listy Billboard 200. Pochodzący z trzeciego albumu, zatytułowanego Another Life, utwór pod tym samym tytułem zajął miejsce w czołowej dziesiątce list: zachodnioniemieckiej i szwajcarskiej. Ze względu na sprawy rodzinne i zawodowe członków wkrótce później projekt rozpadł się.
Podczas pandemii COVID-19, w 2020 roku, Stefano Pulga podjął pracę nad albumem pod szyldem Kano. Włoch skomponował dziewięć piosenek, inspirując się początkowym okresem działalności grupy, czerpiącym z muzyki funk. Pulga nawiązał ponadto współpracę z White’em. Efektem był album No Cents… Go Funky!, który ukazał się w 2021 roku.

## Dyskografia
- Kano (1980)
- New York Cake (1981)
- Another Life (1983)
- Greatest Hits (1990, kompilacja)
- No Cents… Go Funky! (2021)